# 568
568 foi um ano bissexto do século VI que teve início a um domingo e terminou a uma segunda-feira, segundo o Calendário Juliano. as suas letras dominicais foram A e G
| Ano completo                       |
| ---------------------------------- |
| Ano bissexto com início ao domingo |

## Eventos
- Os Lombardos se movem da Panónia e Nórica e invadem a Itália.